# Goldkopflöwenäffchen
Das Goldkopflöwenäffchen (Leontopithecus chrysomelas) ist eine stark gefährdete Primatenart aus der Gattung der Löwenäffchen, die zur Familie der Krallenaffen (Callitrichidae) gezählt wird.

## Beschreibung
Goldkopflöwenäffchen erreichen eine Kopfrumpflänge von 24 bis 29 Zentimetern, eine Schwanzlänge von rund 35 Zentimetern und ein Gewicht von 500 bis 550 Gramm. Ihr Fell ist hauptsächlich schwarz gefärbt, die buschige Mähne und die Vorderpfoten sind rötlich oder gelb. Wie bei allen Löwenäffchen ist ihr Gesicht haarlos und die langen Finger enden mit Ausnahme der ersten Zehe der Hinterpfoten in Krallen.

## Verbreitung und Lebensraum
Goldkopflöwenäffchen leben nur in einem kleinen Gebiet in der südlichen Küstenregion des brasilianischen Bundesstaates Bahia. Lebensraum dieser Primaten sind vorwiegend tropische Wälder.

## Lebensweise
Diese Tiere sind Baumbewohner und halten sich in einer Höhe von drei bis 10 Metern auf. Sie sind tagaktiv und schlafen in der Nacht meist in Baumhöhlen.
Sie leben in Familiengruppen von zwei bis acht Tieren, die sich meist aus einem erwachsenen Paar und ihrem Nachwuchs zusammensetzen. Manchmal gibt es mehrere erwachsene Weibchen, dann pflanzt sich aber nur das dominante Weibchen fort. Die Gruppen sind durch ein ausgeprägtes Sozialverhalten geprägt, die Fellpflege und das Teilen der Nahrung spielen eine wichtige Rolle. Mit einer Reihe von Lauten verständigen sich die Gruppenmitglieder untereinander Die Reviergröße beträgt rund 75 Hektar, gegenüber Außenstehenden wird das Territorium vehement verteidigt.

## Nahrung
Diese Tiere sind Allesfresser, sie ernähren sich sowohl von Insekten, Spinnen und kleinen Wirbeltieren als auch von pflanzlichem Material, vorwiegend Früchten. Die langen Finger und die großen Schneidezähne dienen dazu, kleine Beutetiere aus der Baumrinde hervorzuholen.

## Fortpflanzung

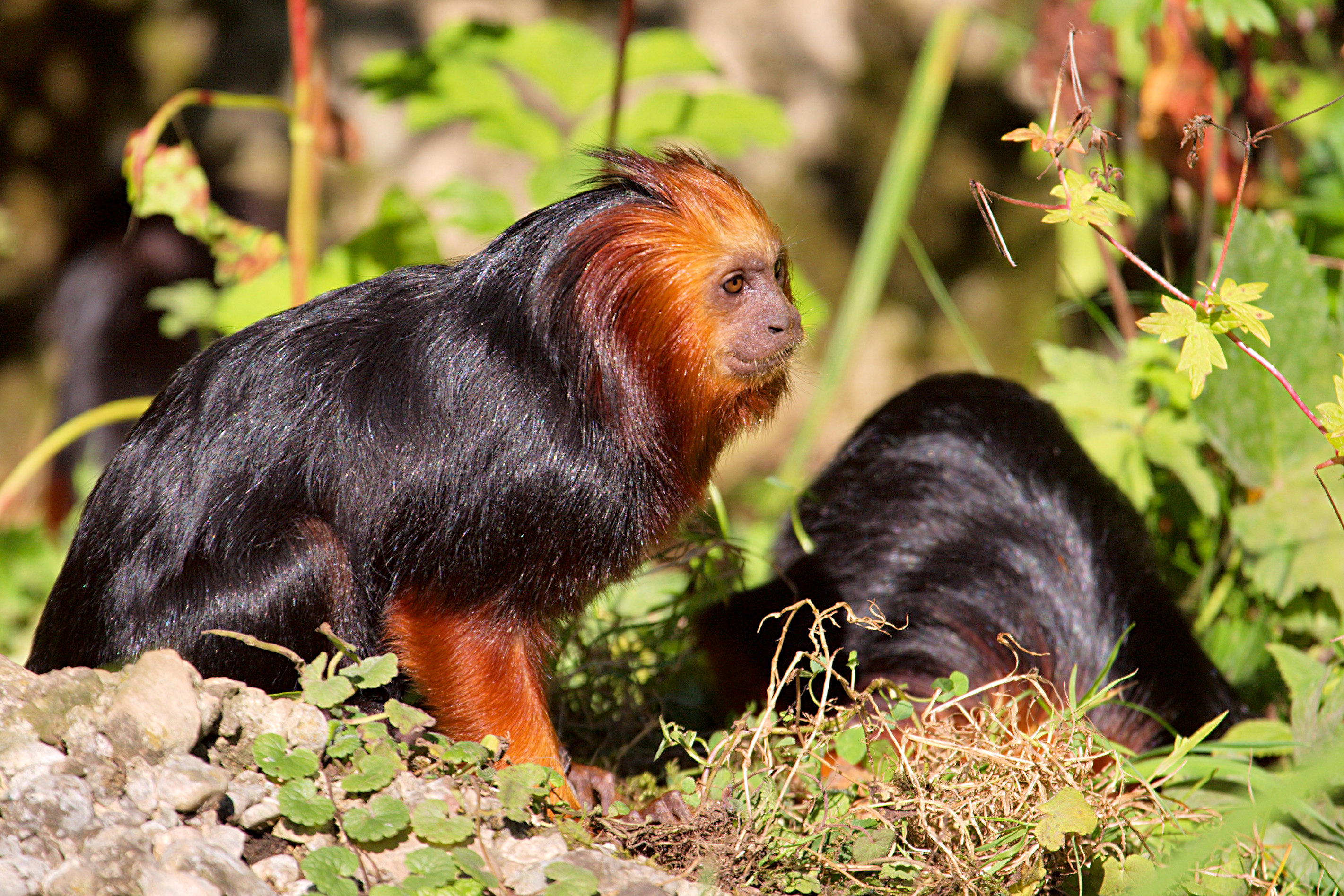
Goldkopflöwenäffchen

Einmal im Jahr, in der warmen, feuchten Jahreszeit (meist zwischen September und April), bringt das Weibchen nach rund 125- bis 132-tägiger Tragzeit den Nachwuchs zur Welt. Meist kommen Zwillinge zur Welt, aber auch Einzel- und Drillingsgeburten sind belegt. Die ganze Gruppe, vor allem aber der Vater, beteiligt sich an der Aufzucht der Jungen. Er trägt sie herum und sorgt für sie. Weibchen erreichen die Geschlechtsreife mit rund 18 Monaten, Männchen mit rund 24 Monaten. Das höchste bekannte Alter eines Tieres betrug 18 Jahre.

## Bedrohung und Schutz
Wie alle Löwenäffchen leben Goldkopflöwenäffchen ausschließlich im südostbrasilianischen Regenwald, der besonders stark durch Rodung und Zersiedlung betroffen ist. Mehr als 90 % des Lebensraumes dieser Tiere sind verschwunden, sodass sie heute nur mehr in einem kleinen Gebiet im südlichen Küstenstreifen des Bundesstaates Bahia vorkommen. Neben der Zerstörung ihres Lebensraums war auch die illegale Jagd, um sie zu Haustieren zu machen, für die Art bedrohend.
In den 1980er-Jahren wurde ein intensives Zucht- und Wiederaussiedlungsprogramm gestartet, dass dazu führte, dass sich die Bestände wieder deutlich erholten. Schutzgebiete wurden errichtet und mit Bildungsinitiativen wurde auf die Bedrohungen aufmerksam gemacht. Heute werden die Bestände auf 6000 bis 15000 Tiere geschätzt, was bei weitem die höchste Zahl aller Löwenäffchenarten darstellt. Trotzdem stellt die Zerstückelung ihres Verbreitungsgebietes ein Problem dar, sodass die IUCN die Art weiterhin als stark gefährdet (endangered) listet.
Im Europäischen Erhaltungszuchtprogramm führt der Zoo Antwerpen das Zuchtbuch für das Goldkopflöwenäffchen. Es sind zurzeit 600 Individuen registriert.